# Esplanade Charles-de-Gaulle (Rennes)
Pour les articles homonymes, voir Esplanade Charles-de-Gaulle.
L’esplanade Charles-de-Gaulle (ou place Charles-de-Gaulle), est une grande place située dans la ville de Rennes.

## Situation et accès
L’esplanade Charles-de-Gaulle est située dans le centre-ville de Rennes, au sud de la Vilaine et du boulevard de la Liberté. Elle est également située au nord-ouest de la gare.
Cette nouvelle esplanade permet un accès direct à de nombreux pôles thématiques et géographiques située à proximité (représenté par des cercles sur la place) et qui ont pour la plupart une vocation culturelle : Le Liberté, le Quartier Colombier, la station de métro Charles de Gaulle, le cinéma Pathé, les Champs Libres et le 4 bis...

## Origine du nom
Cette voie porte le nom du militaire, résistant, homme d'État et écrivain français Charles de Gaulle (1890-1970).

## Historique
L'ancienne prairie de Beaumont devient le champ de Mars en 1802 puis l'esplanade Général-de-Gaulle en 1970. En 2004, une esplanade piétonne remplace un grand parking de 800 places devenu souterrain. Le coût global de l'opération a été de près de 32,5 millions d'euros,.
Aussi, cette grande place entièrement piétonne et très minérale est situé dans un quartier très dense qui a peu d'espaces verts : elle est vide hors événement et sert uniquement de passage.
En 2015, entre le multiplexe et le Liberté, la Cité internationale Paul Ricœur a vu le jour. Elle constitue un équipement immobilier au standard international, destiné à l’accueil, l’accompagnement et l’hébergement des chercheurs et doctorants étrangers. Elle regroupera plusieurs équipements destinés à aider les échanges scientifiques internationaux : 80 studios de 25 m2, une cafétéria universitaire, le siège de l’université européenne de Bretagne (UEB), tout particulièrement son centre de mobilité internationale, dont le rôle est, notamment, de faciliter les démarches administratives à l’arrivée des chercheurs et un gymnase de 1 800 m2.

## Bâtiments remarquables et lieux de mémoire

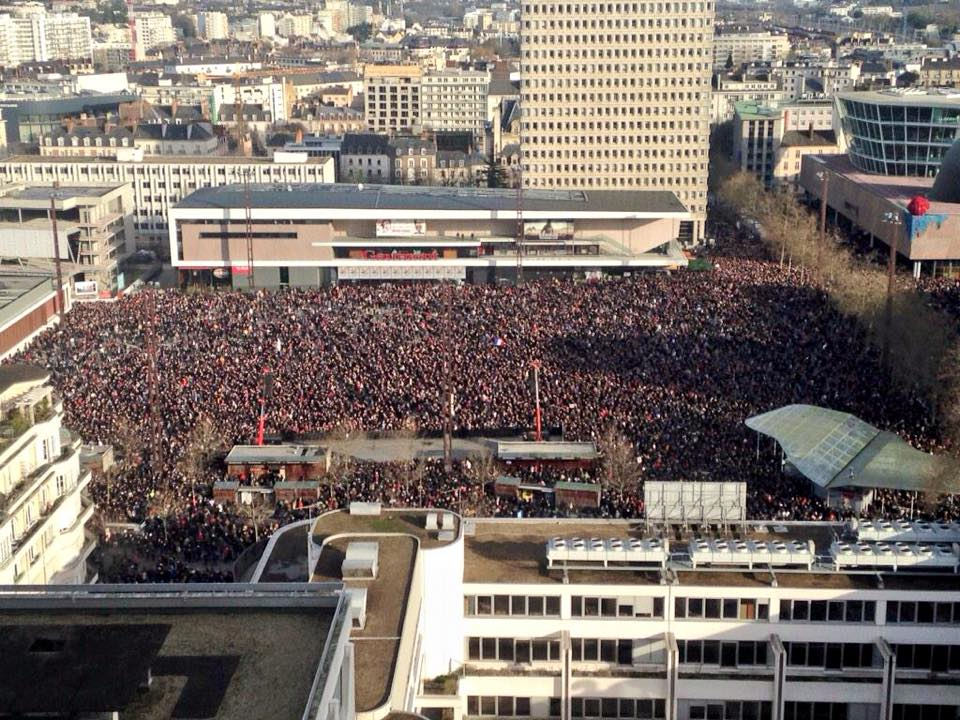
Manifestation du 11 janvier 2015 sur l'Esplanade Charles-de-Gaulle

L’esplanade a été conçue pour accueillir de grandes manifestations publiques, telles que :
- Rennes sur roulette
- Festival Les Transmusicales
- Des flash mob
- Des manifestations sportives suivis sur écrans géants (40 000 supporters de Rennes pour la finale de la Coupe de France en 2009)
- Des manifestations citoyennes telles que la manifestation du 11 janvier 2015 ou les nuits debout.

### Édifices et Services
On trouve autour de la place :

Les Champs Libres

- Le Liberté : principale salle de spectacle de Rennes avec une capacité totale de 6 100 places ;
- Le multiplexe Pathé : ce cinéma de treize salles de projection de diverses tailles (au total plus de 2 800 fauteuils), comprend aussi des espaces commerciaux d'accompagnement (pizzeria, crêperie) et un accès direct au parking souterrain. Cet équipement culturel a été réalisé par la société Europalaces en 2008[4] ;
- La tour de la CPAM, Caisse Primaire d'Assurance Maladies. Elle est située juste derrière les cinémas et constitue un symbole architectural de la ville ;
- La cité internationale Paul Ricœur, inaugurée en 2016, abritant le siège de l'Université Bretagne-Loire et des logements à destinations des chercheurs et doctorants[5] ;
- Le 4 Bis : un espace pour les jeunes et les étudiants. La construction a débuté en mai 2006. Le 4 bis a ouvert ses portes en novembre 2007 ;
- Les Champs Libres : c'est le principal équipement culturel de la ville depuis 2005. Ce bâtiment, situé entre la gare et l'esplanade, héberge la Bibliothèque de Rennes Métropole, l'Espace des sciences, le musée de Bretagne, une salle des conférences et un café ;
- La Chambre des Métiers ;
- Les 2 principaux centres commerciaux du centre ville (3 Soleils et Colombia) ainsi que la dalle du Colombier ;
- La station de métro Charles de Gaulle : cette station permet la desserte de ces centres commerciaux et équipements culturels/publics : Depuis décembre 2009 est présent un couloir souterrain passant sous la rue d'Isly permettant de relier la station de métro directement au centre commercial des 3 Soleils. Un auvent de verre au niveau de la bouche sud du métro est aussi présent depuis 2011 et abrite 3 cellules commerciales (fleuriste, chaîne de café, marchand de journaux)

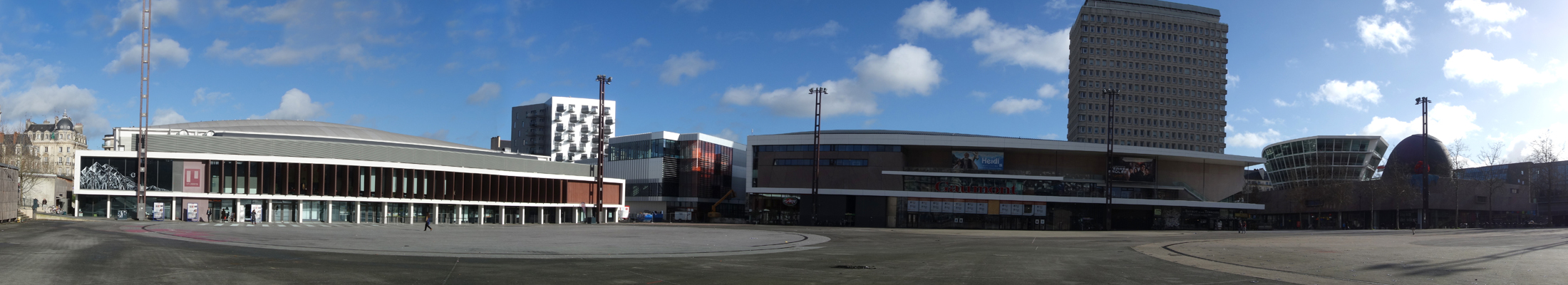
Vue de l'esplanade

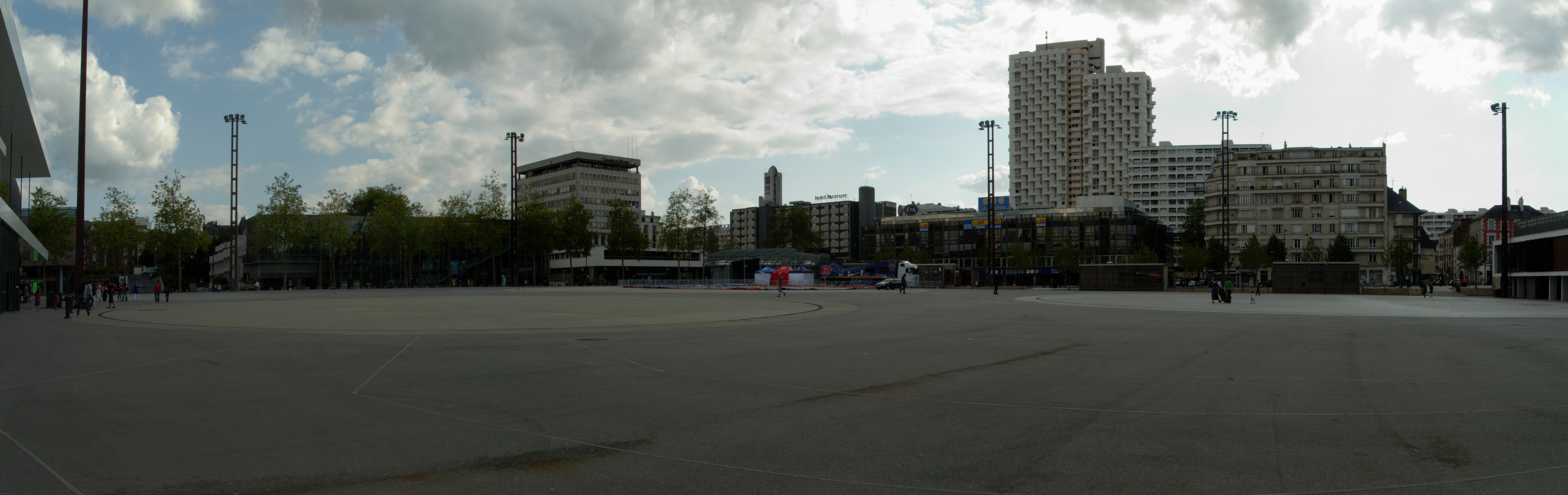
Autre vue de l'esplanade